# Гатауллин, Мутыгулла
Мутыгулла Гатауллин (баш. Ғатауллин Мөтиғулла; 1875, Кунашак, Пермская губерния — 4 июня 1936, Уфа) — башкирский религиозный и общественный деятель. Председатель Центрального духовного управления мусульман Автономной Башкирской ССР (1923—1936).

## Биография
Гатауллин Мутыгулла Гатауллович (Гатай) (1875–1936). Мещеряк, родом из д. Кунашак Шадринского у. Екатеринбургской губ. Отец – известный на Урале ишан [Г]Атаулла. Образование Гатай получил в медресе Кунашака, затем в  медресе «Расулия» города Троицка. До 1923 г. служил имамом мечети I прихода  д. Кунашака (с 1922 г. – Аргаяшский кантон БАССР), с 1923 г. казы (кадий) ДУМ БАССР. На съезде мусульман БАССР в 1923 г. избран председателем ДУМ БАССР и находился в этой должности до своей кончины. В 1926–1928 гг. издавал и редактировал журнал "Дианат", который являлся печатным органом ДУМ БАССР. Гатай – убежденный противник джадидизма. В противостоянии башкирского духовного управления и ЦДУМ занимал крайне националистическую позицию. Умер своей смертью 4 июня 1936 г. Похоронен на магометанском кладбище в Уфе.